# Kemer
Kemer ist ein Badeort an der Türkischen Riviera in der Provinz Antalya. Er liegt etwa 45 km südwestlich der Provinzhauptstadt Antalya im historischen Lykien und ist Verwaltungssitz des gleichnamigen Landkreises Kemer.
Der Ort wird seit den 1980er Jahren fast ausschließlich durch den Tourismus geprägt.

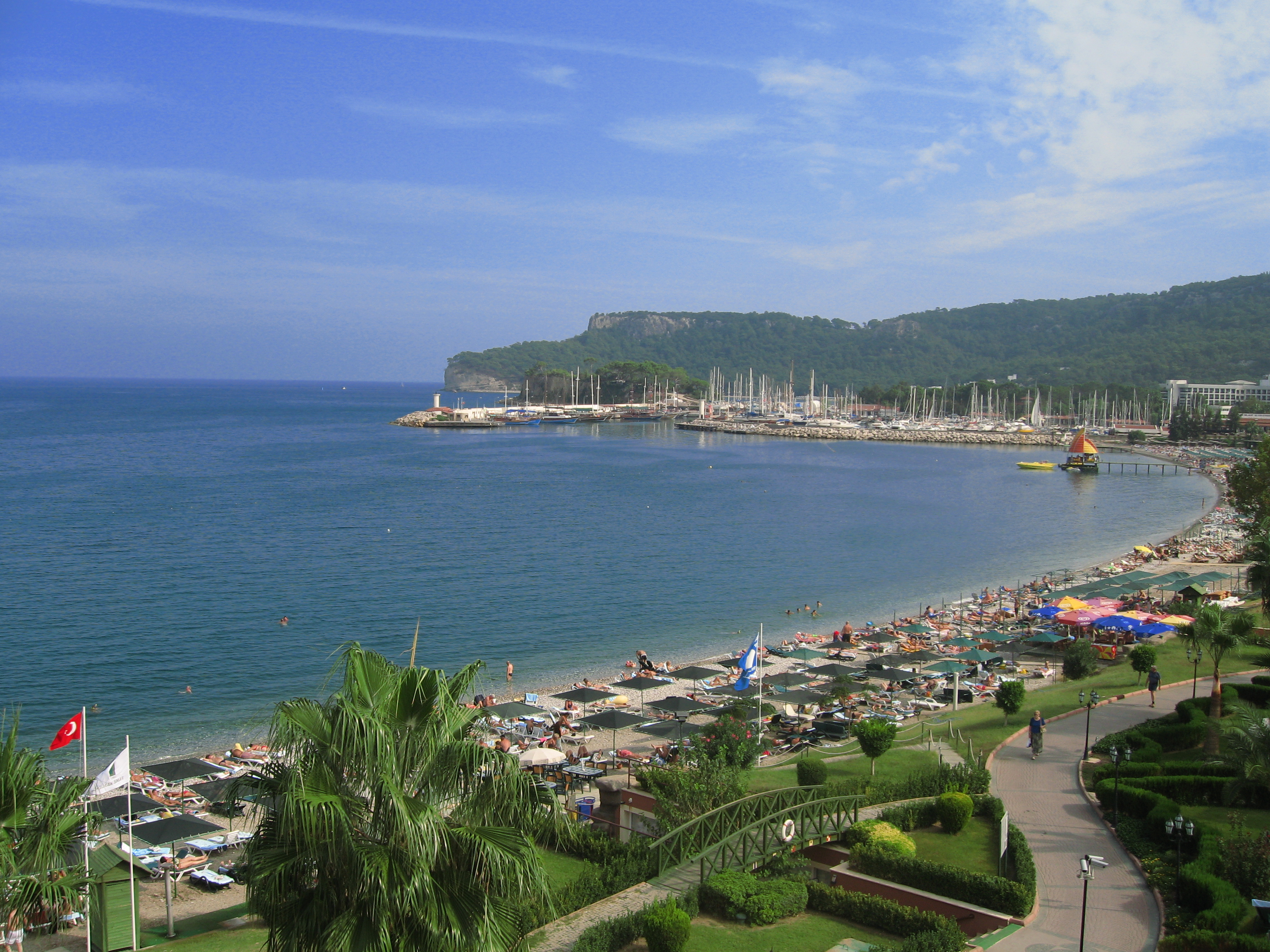
Strand nördlich der Marina

An vielen Stellen reichen die Felsen des bis zu 3000 Meter aufsteigenden Taurusgebirges bis ans Meer heran, so dass die Verbindungsstraße nach Norden mehrere Tunnel aufweist. In den Wintermonaten geht die Sonne bereits um 16 Uhr hinter dem Taurus unter, der sich westlich der Stadt erhebt.
Um den Einzelhandel zu unterstützen und den Besuchern eine Flanier- und Einkaufsmeile zu bieten, wurde eine Fußgängerzone zwischen dem Ortskern und einem Park nahe dem Strand angelegt.
Der Strand besteht überwiegend aus groben Kieseln und bietet auch felsige Stellen. Einige Inseln ragen aus dem Meer.

## Stadtgebiet
Das starke, auf Tourismus basierende Wirtschaftswachstum hat zu einem Anstieg der Bevölkerung geführt, wenn auch die meisten Bewohner nur während der Saison im Ort wohnen. So sind in den letzten Jahren die Dörfer Kiriş und Aslanbucak eingemeindet worden, Ende 2008 auch das Dorf Kuzdere. Çamyuva und Tekirova sind selbständige Städte, Beldibi hingegen wehrt sich gegen die Eingemeindung nach Antalya, das sich sehr weit nach Süden ausgedehnt hat. Seit einer Gebietsreform ist die Provinzhauptstadt Antalya eine Büyükşehir Belediyesi. Damit ist der Landkreis Kemer flächen- und einwohnermäßig identisch mit der Gemeinde und alle früheren Dörfer und Gemeinden des Kreises sind Ortsteile der Kreisstadt.

## Geschichte
Die Ebene am Fuße des steil aufragenden Taurus-Gebirges entstand durch den Fluss Ağva, in dessen ehemaligem Delta Kemer liegt. Sein Hauptarm mündet heute zwischen Kiriş und Çamyuva ins Mittelmeer, ein Nebenarm windet sich durch Kemer. Der Fluss führt nur im Winter Wasser. Die Region ist seit etwa 50.000 Jahren bewohnt. Darauf deuten Höhlenfunde, die in den Jahren 1960–66 zu Ausgrabungen in einer Höhle bei Beldibi führten. Die Höhle wurde lange genutzt. Es lassen sich sechs Schichten unterscheiden. Man fand Eisenoxid-Zeichnungen und Schneidewerkzeuge.
In der Antike bestand ein Ort, der im Allgemeinen mit Idyros identifiziert wird. Er befand sich südwestlich des heutigen Stadtzentrums, nördlich der bedeutenden Handelsstadt Phaselis. Auf dem Gebiet des ehemaligen Idyros befand sich eine Kirche (wahrscheinlich aus dem 4. bis 7. Jahrhundert), deren Überreste nur noch schwer zu erkennen sind. Die Stadt erstreckte sich um den befestigten Çalışdağ-Hügel. Relikte aus klassischer oder hellenistischer Zeit fanden sich bei den Grabungen von 1976 bis 1977 allerdings nicht, so dass die Identifikation von Kemer mit Idyros unsicher bleibt.

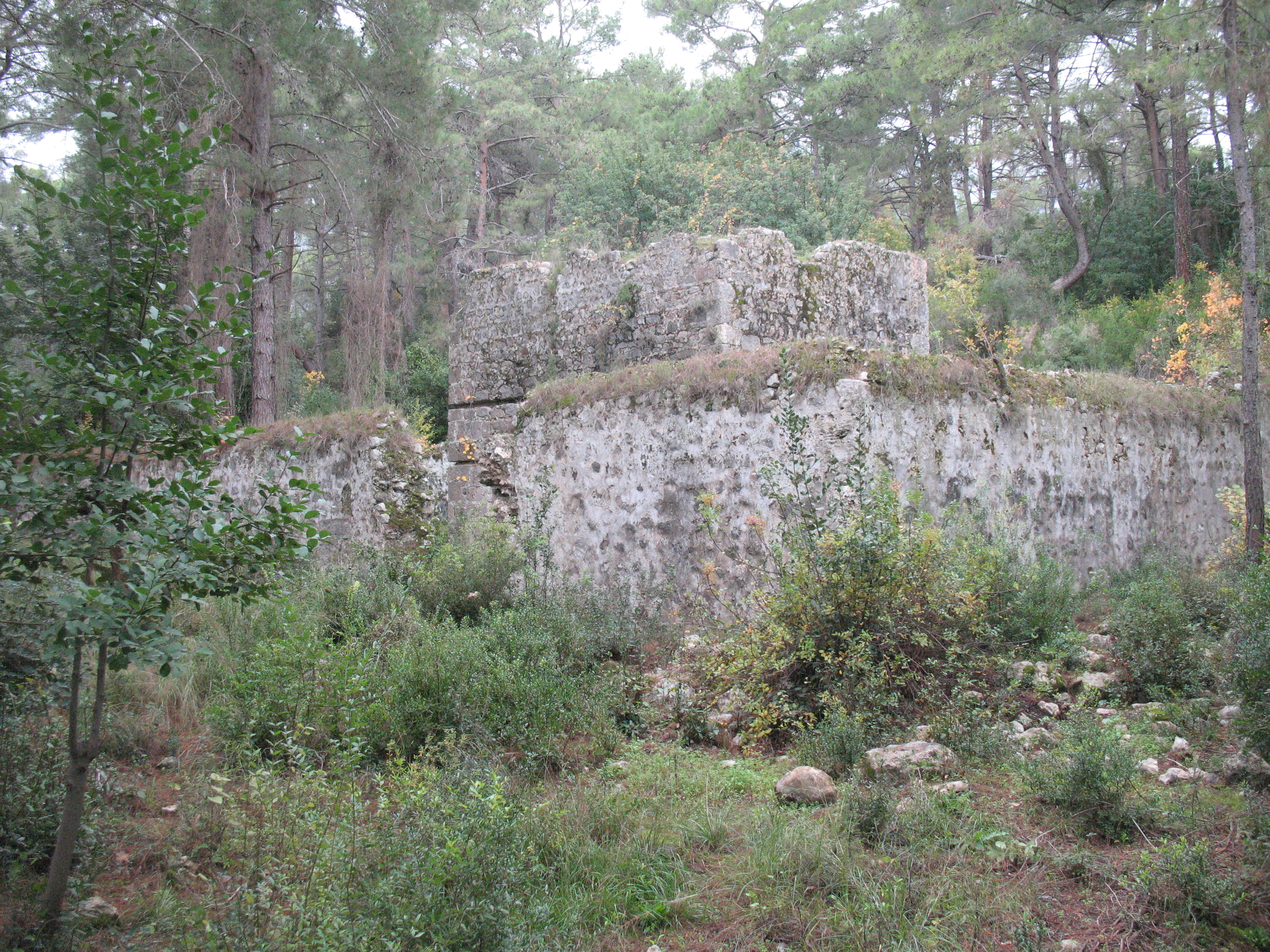
Seldschukisches Bauwerk, 13. Jahrhundert

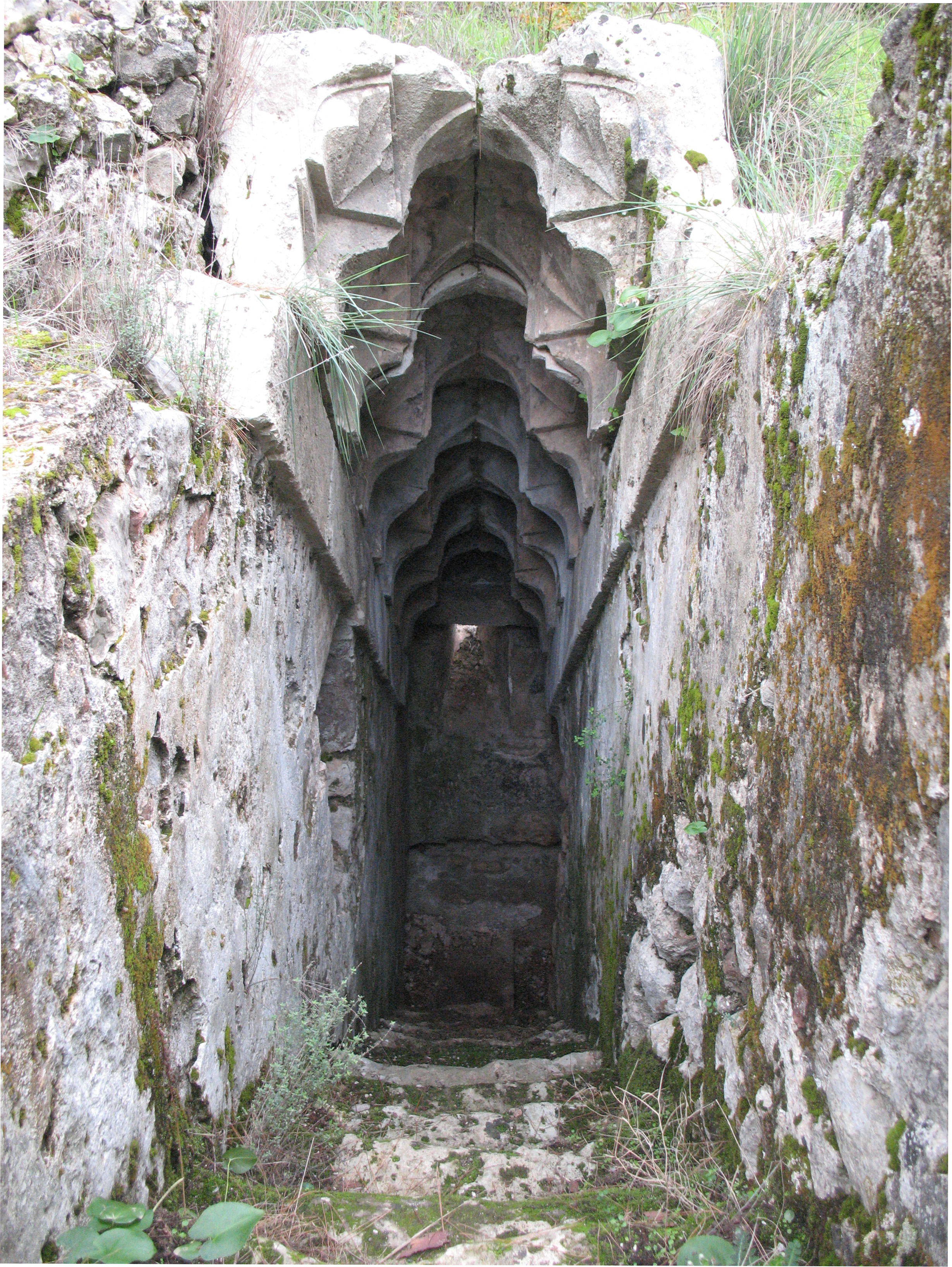
Die Treppe zum Dach des sogenannten seldschukischen Jagdhauses

Im 13. Jahrhundert nutzten Seldschuken das Gebiet zur Jagd. In der ersten Hälfte des Jahrhunderts entstand das sogenannte seldschukische Jagdhaus, dessen Funktion unklar ist. Es handelt sich um einen rechteckigen, mit einer 15 m mal 15 m langen und 3 m hohen Mauer umgebenen Bau, der Schießscharten aufweist, sowie eine rund 80 cm breite Treppe, die auf das Dach führt. Sie weist baldachinartige Verzierungen auf. Die Steinblöcke der Außenwand sind dicht gefugt, die Mauer des Bauwerks ist etwa einen Meter dick. Ein Eingangsportal fand sich nicht, es sei denn, es befand sich an der Stelle des Durchbruchs durch die Außenwand. Untersucht wurde das Bauwerk erst 2005. Wie die beiden rund drei bzw. vier Meter langen antiken Säulen, die innerhalb der Umrandungsmauer liegen, hierher kamen, ist unklar.
Um 1910 hieß Kemer noch Eski Köy (türkisch für altes Dorf) und war von einer Sumpflandschaft mit Seen umgeben, die durch das Schmelzwasser des Gebirges entstanden waren. Die Bewohner erbauten in den Ausläufern des Gebirges eine 23 km lange Mauer aus Steinen, um sich vor Überflutungen zu schützen. Wegen dieser Mauer wurde Eski Köy in Kemer (dt. Bogen oder Gürtel) umbenannt.
Bis in die 1960er Jahre war Kemer nur über den Seeweg zu erreichen. Durch die Küstenstraße (D 400), die von Antalya nach Kumluca führt, wurde Kemer 1972 über eine Landstraße erreichbar. Seit 1980 begann ein mehr oder minder planmäßiger Ausbau unter Begleitung des Süd-Antalya-Tourismus-Forschungs-Projekts. Mittel einer UN-Organisation wurden bereitgestellt, um den Ausbau von einem Fischerdorf zu einer ausschließlich auf Tourismus ausgerichteten Kleinstadt zu beginnen, die aber die Fehler des Massentourismus, wie er in Spanien und Teilen Italiens eingesetzt hatte, zu vermeiden suchte. Zunächst wurde ein Kanalisationsnetz angelegt, darauf folgten Straßenbauten. Hotels wurden entsprechend den Vorgaben mit begrenzter Bauhöhe errichtet. Heute gibt es in der Stadt Kemer zahlreiche Hotels mit insgesamt über 50.000 Betten, die meisten sind Vier-Sterne- oder Fünf-Sterne-Hotels, wobei die Verpflegung in den meisten Hotelbetrieben in den letzten Jahren auf All inclusive umgestellt worden ist.
2006 wurde die Seilbahn auf den 2365 m hohen Tahtalı Dağı eröffnet. Im April 2010 wurden die drei Tunnel zwischen Antalya und Kemer in Anwesenheit des türkischen Ministerpräsidenten Erdoğan dem Verkehr übergeben.

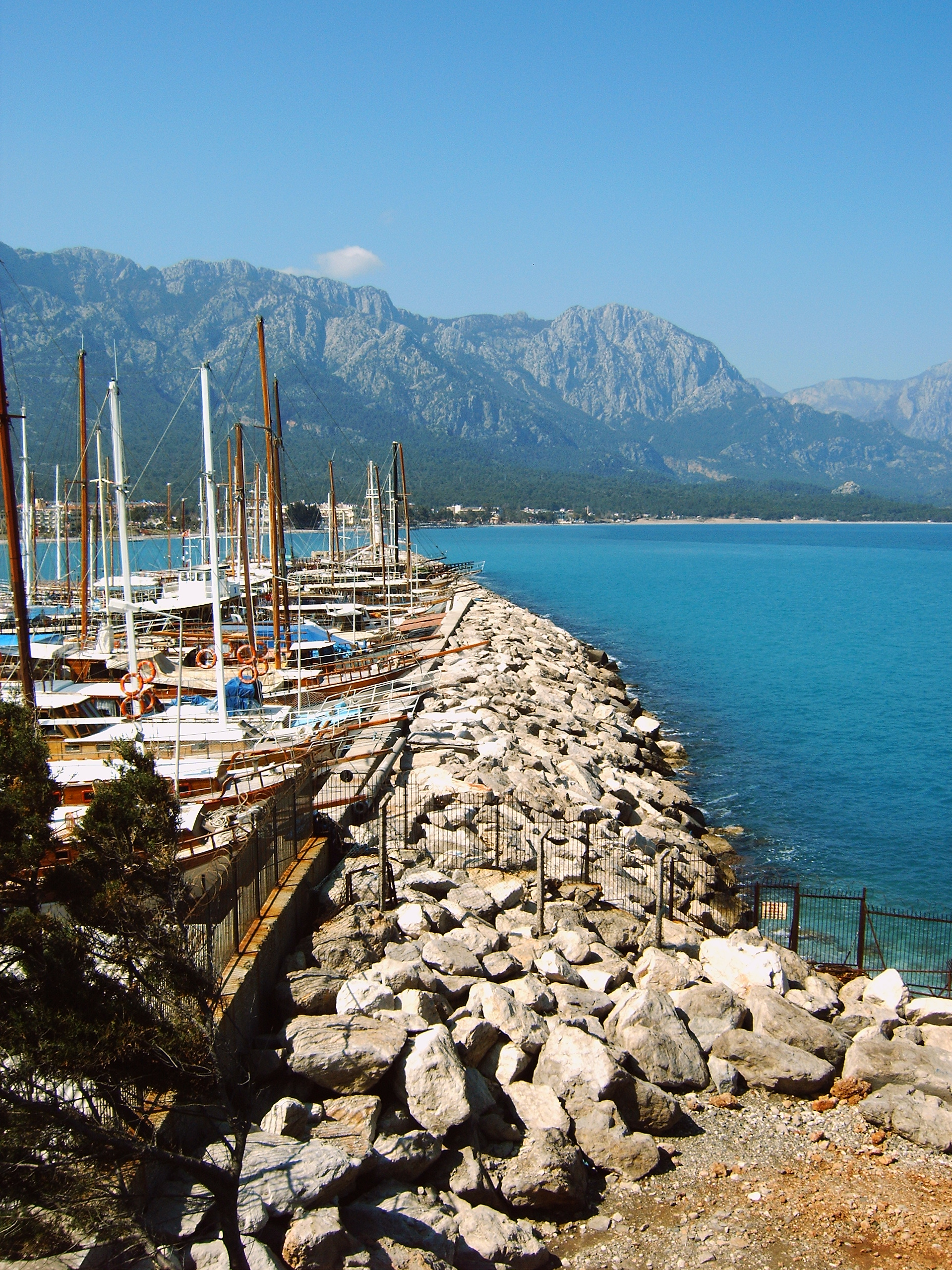
Der Yachthafen am Südrand der Stadt

Seit 2009 ist Mustafa Gül Bürgermeister. Er ließ den Olbia-Park in Hafennähe umbenennen und ein neues Denkmal aufstellen. Er hieß nun nach dem türkischen Hauptmann (Yüzbaşı) Mustafa Ertuğrul Aker, der im Ersten Weltkrieg drei Schiffe versenkt hat. Zwei der Wracks liegen noch vor Kemer im Mittelmeer, die Paris II etwa 1,5 km vor dem Hafen in etwa 33 m Tiefe. Dieser Bereich liegt am Ende der Strandpromenade und zugleich in der verlängerten Achse der Hafenstraße, welche die Haupt-Einkaufsstraße der Stadt darstellt. 2004 war dort der Aquapark abgerissen worden, der als Anlage mit Wasserrutschen auf die frühen 1990er Jahre zurückging. Da die meisten Hotels inzwischen selbst solche Rutschen anboten, wies der Park immer weniger Besucher auf. 2006 entstand daher der Olbia-Park. Der Name geht auf die Behauptung zurück, die antike Stadt Olbia habe westlich von Antalya gelegen und daher in der Nähe Kemers. Die tatsächliche antike Stadt Idyros wurde hingegen weitgehend abgetragen.
Neben der Moschee am Atatürk Blv. entstand ab 2007 eine zweite Moschee für 2000 Besucher.
Seit 2010 wird der gesamte Ort mit Videokameras überwacht.

## Verkehr
Der öffentliche Personennahverkehr hat an der Küstenstraße (D 400) am Abzweig Kemer 2, Richtung Aslanbucak, einen Busbahnhof erhalten. Der Kemer Otobüs Durağı ist ein beliebter Busbahnhof, der derzeit von Pamukkale Turizm, Metro Turizm und Özkaymak bedient wird. Dort lag bis Dezember 2007 ein Gewerbegebiet, das nach Kuzdere verlegt wurde. Am 15. März 2009 wurde das Gebäude eingeweiht.
Von Kemer fahren nach Antalya private Nahverkehrsbusse (türkisch: Dolmus), entweder Express (nur Hauptstraße) oder über die alte Küstenstraße durch die Orte Göynük und Beldibi direkt an den Hotels vorbei. 
- regional 
  - KA07 (Göynük - Beldibi) auf der Strecke Kemer - Antalya
  - TA08 (Çamyuva, Tahtali Teleferik, Phaselis, Tekirova) auf der Strecke Tekirova - Antalya

- örtlich
  - KK01 (Kemer - Kiriş)
  - KK02 (Kemer - Kuzdere)
  - KK02A (Kemer - Aslanbucak)

Haltestellen befinden sich im Zentrum von Kemer am Cumhuriyet Meydanı (Platz der Republik), entlang des Atatürk Blv und des Dörtyol Blv, sowie an der Marina und am Kuğulu Park.

## Städtepartnerschaften
Kemer listet folgende zehn Partnerstädte auf:
| Stadt                                    | Land                     |
| ---------------------------------------- | ------------------------ |
| Chimki (seit 2010)                       | Moskau, Russland         |
| Joschkar-Ola                             | Wolga, Russland          |
| Juschne                                  | Odessa, Ukraine          |
| Kalambaka, Meteora                       | Thessalien, Griechenland |
| Krasnogwardeiski Rajon, Sankt Petersburg | Russland                 |
| Lapta                                    | Nordzypern, Zypern       |
| Ostrołęka                                | Masowien, Polen          |
| Pleszew (seit 2011)                      | Polen                    |
| Schwabach (seit 1998)                    | Bayern, Deutschland      |
| Syktywkar                                | Komi, Russland           |